# Miguel Huertas
Miguel Ángel Huertas (Trujillo, La Libertad, 9 de junio de 1977) es un exfutbolista peruano. Jugaba de lateral derecho y tiene 47 años. 

## Clubes
| Club                        | País | Año         |
| --------------------------- | ---- | ----------- |
| UPAO                        | Perú | 2000        |
| Alianza Lima                | Perú | 2001        |
| Sport Coopsol               | Perú | 2002        |
| FBC Melgar                  | Perú | 2003-2005   |
| Cienciano                   | Perú | 2006-2007   |
| Universidad César Vallejo   | Perú | 2008        |
| Sport Huancayo              | Perú | 2009-2010   |
| Colegio Nacional de Iquitos | Perú | 2011        |
| FBC Melgar                  | Perú | 2012        |
| Alfonso Ugarte (Puno)       | Perú | 2013        |
| Carlos A. Mannucci          | Perú | 2015 - 2016 |

## Palmarés
| Título                    | Club         | País | Año  |
| ------------------------- | ------------ | ---- | ---- |
| Primera División del Perú | Alianza Lima | Perú | 2001 |
| Torneo Clausura           | Cienciano    | Perú | 2006 |

### Distinciones individuales
| Distinción                                                                                            | Año  |
| --- | ---- |
| Incluido en el equipo ideal del Campeonato Descentralizado según el portal periodístico DeChalaca.com | 2010 |